# Coprosma waima
Coprosma waima là một loài thực vật có hoa trong họ Thiến thảo. Loài này được A.P.Druce mô tả khoa học đầu tiên năm 1989.